# Alexia de Grèce
Vous lisez un « bon article » labellisé en 2023.
Ne doit pas être confondue avec Alexandra de Grèce.
Titre
Diadoque de Grèce
10 juillet 1965 – 20 mai 1967
(1 an, 10 mois et 10 jours)
Alexia de Grèce (en grec moderne : Αλεξία της Ελλάδας / Alexía tis Elládas et en espagnol : Alexia de Grecia), princesse de Grèce et de Danemark, est née le 10 juillet 1965 au palais de Mon Repos, à Corfou, en Grèce. Brièvement héritière du trône de Grèce entre 1965 et 1967, elle est membre de l'ancienne famille royale hellène.
Fille aînée du roi Constantin II de Grèce et de la princesse Anne-Marie de Danemark, la princesse Alexia est proclamée diadoque à sa naissance, mais perd ce statut quand vient au monde son frère Paul, en 1967. Chassée de Grèce avec sa famille par la dictature des colonels (1967) et interdite de séjour dans son pays par la République hellénique (1974), l'enfant grandit en exil en Italie, au Danemark puis au Royaume-Uni. 
Après des études d'histoire et de pédagogie en Angleterre, Alexia s'installe à Barcelone, en Espagne, où elle vit quelque temps avec sa cousine, l'infante Cristina. Devenue enseignante, elle fait la connaissance, en 1994, de l'architecte Carlos Morales Quintana, qu'elle épouse en grande pompe à Londres en 1999. 
Après son mariage, le couple retourne vivre en Catalogne, avant de s'installer dans les îles Canaries en 2003. À Lanzarote, Alexia mène une vie discrète, un temps ébranlée par l'« affaire Unión », à laquelle son mari est mêlé, avant d'être innocenté par la Justice (2009-2014). Mère de quatre enfants, nés entre 2002 et 2007, la princesse se consacre à leur éducation et à différentes activités sportives, parmi lesquelles la navigation à voile.

## Famille
La princesse Alexia est la fille aînée du roi Constantin II de Grèce (1940-2023) et de son épouse la princesse Anne-Marie de Danemark (1946). Par son père, elle est donc la petite-fille du roi Paul Ier de Grèce (1901-1964) et de la princesse Frederika de Hanovre (1917-1981) tandis que, par sa mère, elle descend du roi Frédéric IX de Danemark (1899-1972) et de la princesse Ingrid de Suède (1910-2000). 
Nièce des reines Sophie d'Espagne (1938) et Margrethe II de Danemark (1940), Alexia est également apparentée à la plupart des autres monarques du vieux continent puisqu'elle a la particularité généalogique d'être à la fois une descendante de la reine Victoria du Royaume-Uni (1819-1901), surnommée la « grand-mère de l'Europe », et une descendante du roi Christian IX de Danemark (1818-1906), surnommé le « beau-père de l'Europe ».
Le 9 juillet 1999, la princesse épouse, à la cathédrale orthodoxe Sainte-Sophie de Londres, l'Espagnol Carlos Morales Quintana (1970), un lointain descendant par les femmes du roi Jacques Ier d'Aragon (1208-1276). 
Du mariage d'Alexia et de Carlos naissent quatre enfants :
- Arrietta Morales y de Grecia (née à Barcelone le 24 février 2002)[6] ;
- Ana María Morales y de Grecia (née à Barcelone le 15 mai 2003)[7] ;
- Carlos Morales y de Grecia (né à Barcelone le 30 juillet 2005)[8] ;
- Amelia Morales y de Grecia (née à Barcelone le 26 octobre 2007)[9].

## Biographie

### Une princesse grecque

#### Héritière du trône de Grèce
Fille aînée du roi Constantin II de Grèce et de la princesse Anne-Marie de Danemark, la princesse Alexia voit le jour le 10 juillet 1965 au palais de Mon Repos, à Corfou. L'enfant porte le prénom Alexia qui, en grec ancien, signifie « protection du mal » ; ce prénom a été suggéré à Constantin et Anne-Marie par la reine douairière Frederika, qui l'aurait un temps envisagé pour sa seconde fille, la princesse Irène.
Baptisée au palais royal d'Athènes, en présence du nouveau Premier ministre Stéfanos Stefanópoulos, le 20 septembre suivant, elle reçoit pour parrains et marraine l'ensemble des membres de l'Armée grecque ainsi que sa grand-mère paternelle, la reine Frederika,. Par la même occasion, elle est proclamée héritière du trône. Or, jusqu'en 1952 et la modification de la Constitution hellène, une loi semi-salique régissait la succession à la Couronne grecque et tous, dans le pays, n'acceptent pas l'idée qu'une femme puisse un jour accéder au pouvoir. Au sein de la famille royale même, la modification des règles successorales ne recueille pas l'unanimité et le prince Pierre, plus proche parent mâle de Constantin II, fait savoir publiquement qu'il refuse de reconnaître Alexia comme nouveau diadoque. La naissance du prince Paul, frère cadet d'Alexia, le 20 mai 1967, met finalement un terme à la polémique, faisant perdre à la petite fille sa qualité d'héritière du trône.

#### La Dictature des colonels et les débuts de l'exil
Le 21 avril 1967, l'Armée grecque organise un coup d'État contre le gouvernement du Premier ministre Panagiótis Kanellópoulos et abolit la Constitution, faisant basculer la Grèce dans la dictature des colonels. Dans un premier temps, le roi Constantin II accepte de reconnaître le régime militaire mais, le 13 décembre 1967, il déclenche un contre-coup d'État qui vise à rétablir les institutions démocratiques. Cependant, ce putsch est un échec et la famille royale est contrainte de partir en exil, sans que la monarchie soit officiellement abolie par l'Armée.
Âgée de deux ans, Alexia s'installe avec ses parents à Rome, en Italie, où elle réside d'abord à l'ambassade de Grèce, puis à la Villa Polissena, propriété du grand-duc Maurice de Hesse, et enfin au no 13 de la via di Porta Latina. L'exil de la famille royale se prolongeant et Constantin II craignant que ses enfants oublient leur culture grecque, il fonde une petite école dans le jardin de sa résidence et c'est là qu'Alexia effectue ses premières classes, données par un précepteur du nom de Ioánnis Kanellópoulos.

### Une jeunesse en exil

#### L'abolition de la monarchie grecque

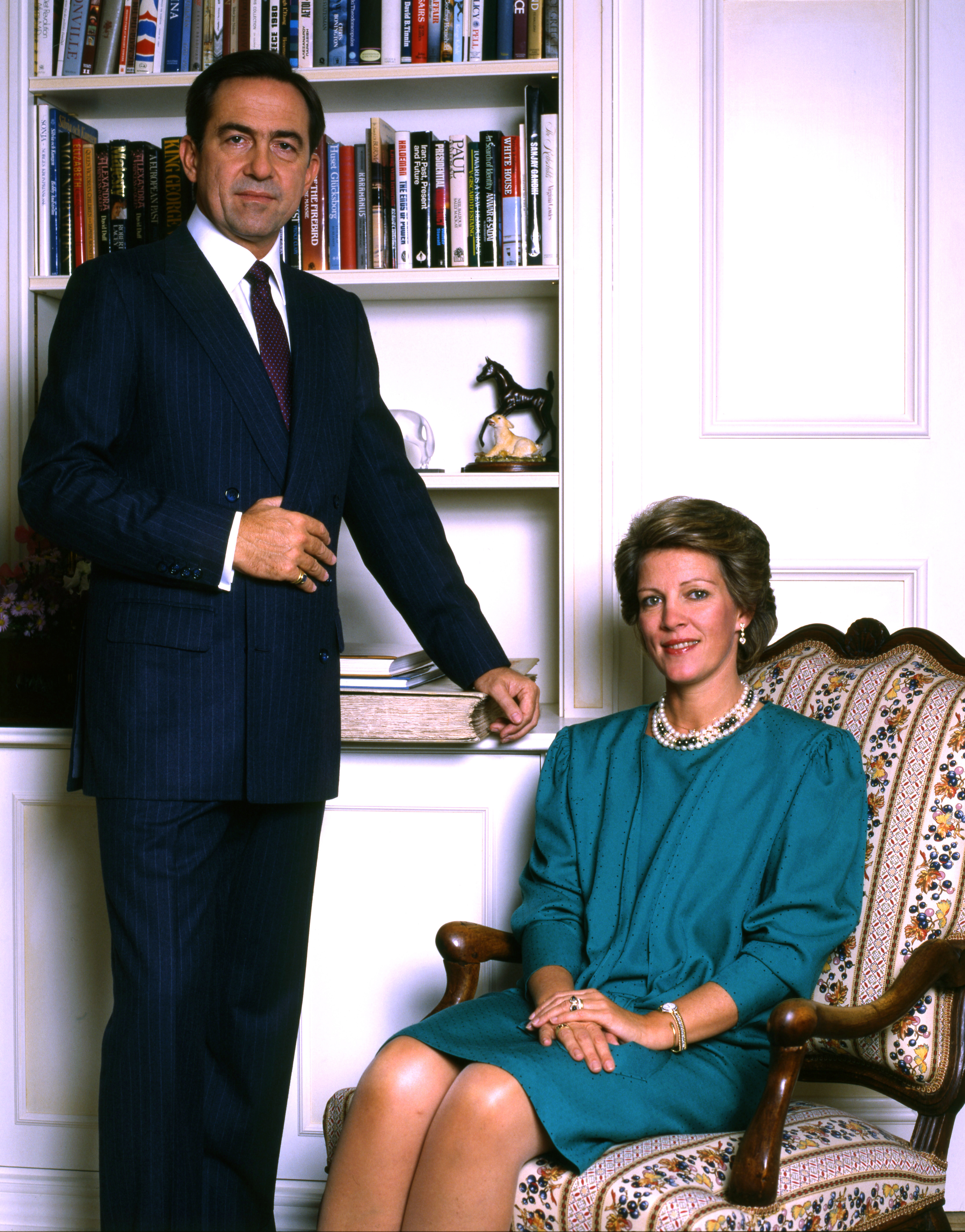
Les parents d'Alexia en 1987.

En 1973, la junte militaire au pouvoir à Athènes abolit la monarchie et la famille royale cesse de percevoir la liste civile dont elle bénéficiait encore jusque-là. Les Grèce quittent alors l’Italie pour trouver refuge au Danemark, terre natale de la reine Anne-Marie. Durant un an, Alexia a ainsi l’occasion de fréquenter quotidiennement sa grand-mère maternelle, la reine douairière Ingrid, au palais d'Amalienborg.
En 1974, la dictature des colonels s’effondre et la démocratie est restaurée en Grèce. L'ancienne famille royale espère alors pouvoir rentrer dans son pays mais le référendum organisé le 8 décembre abolit définitivement la monarchie et les Grèce restent interdits de séjour dans leur patrie. Jusqu'en 2003, Alexia ne peut ainsi pénétrer dans son pays qu'à deux reprises : en 1981, à l'occasion des funérailles de sa grand-mère paternelle la reine Frederika, et en 1993, lors d'un voyage familial exceptionnellement autorisé par le gouvernement Mitsotákis.

#### Une jeunesse au Royaume-Uni
Dans ce contexte difficile, Constantin II choisit de partir vivre avec sa famille au Royaume-Uni, où il acquiert une somptueuse villa à Hampstead, dans la banlieue de Londres,. Alexia et ses frères fréquentent dès lors le collège hellénique de Londres, une institution fondée par ses parents dans le but d'assurer une scolarité en grec à leur progéniture.
Sa formation secondaire terminée, Alexia intègre le Froebel college (en), une faculté dépendant de l’université de Roehampton. Elle y étudie l’histoire et la pédagogie, avant de devenir enseignante. Elle travaille ainsi, durant trois ans, avec des enfants âgés de trois à sept ans, dans une école londonienne,.

### Vie professionnelle et sentimentale

#### Installation en Catalogne avec l'infante Cristina

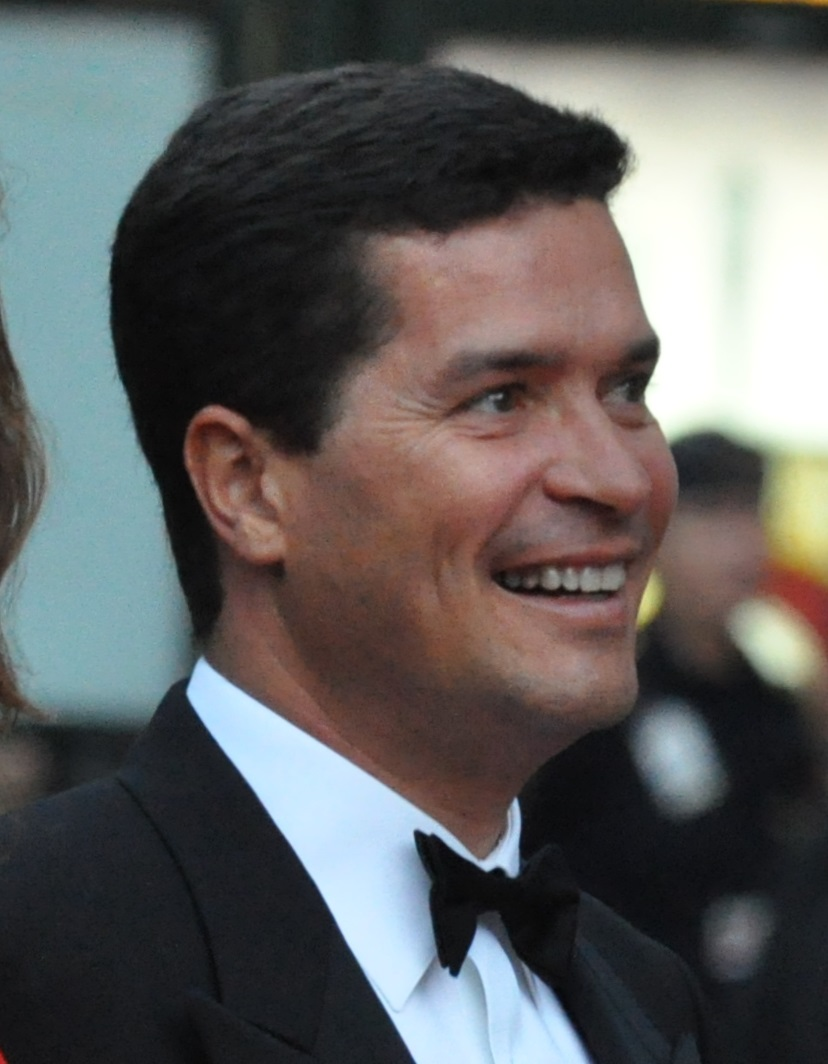
L'architecte Carlos Morales Quintana en 2010.

En septembre 1992, la princesse Alexia se rend à Barcelone, en Espagne, pour assister aux Jeux olympiques. Elle tombe alors amoureuse de la capitale catalane et choisit d’y établir sa résidence. Elle reprend ses études et suit un master en soin à la petite enfance. Une fois diplômée, elle est engagée par la Fondation catalane contre le syndrome de Down,, pour laquelle elle travaille jusqu'en 2003. 
Très proche de sa cousine, l'infante Cristina, avec qui elle partage alors un appartement, la princesse Alexia s’intéresse au nautisme et à la voile. En 1994, durant une régate, elle rencontre Carlos Morales Quintana, un architecte canarien également passionné par la mer et la navigation. Rapidement, une idylle se développe entre eux et ils décident bientôt d'officialiser leur relation.
Un mois avant leur mariage, Alexia et Carlos sont légèrement blessés lors d'une compétition de voile organisée par le Real Club Náutico (es) de Barcelone, mais l'accident ne retarde cependant pas la cérémonie.

#### Mariage princier en Angleterre

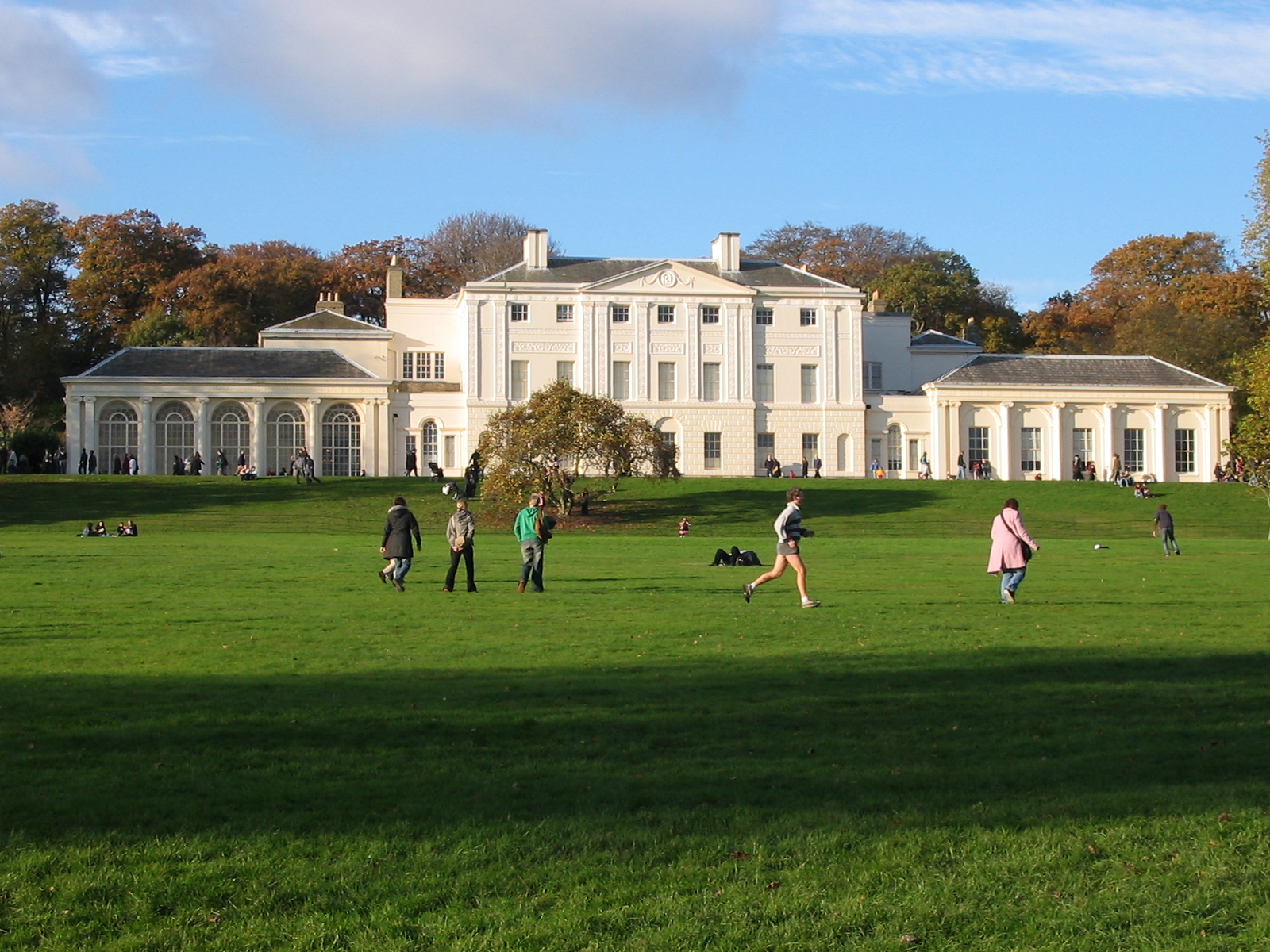
Kenwood House, lieu de célébration du mariage d'Alexia et Carlos.

Les portes de la Grèce restant toujours fermées aux membres de l'ancienne famille royale, Alexia et Carlos s'unissent à la cathédrale Sainte-Sophie de Londres, au Royaume-Uni, le 9 juillet 1999,,. Célébré selon le rite orthodoxe, leur mariage a pour parrains (κουμπάροι) l'ancien roi Constantin II (père de la mariée) et Miguel Ángel Morales Quintero (frère du marié).  
La reine Élisabeth II et des représentants de toutes les familles royales du vieux continent participent à l'événement, durant lequel Alexia porte une robe dessinée par la couturière autrichienne Inge Sprawson et un diadème appartenant à sa grand-mère maternelle, la reine Ingrid de Danemark. La cérémonie est suivie d'une grande fête donnée dans le domaine de Kenwood House, autrefois propriété de Nancy Leeds, première épouse du prince Christophe de Grèce. 
Quelques mois plus tard, une polémique éclate, au Royaume-Uni, sur la somme facturée à Constantin II pour la location de Kenwood House. Les Communes jugent en effet que l'ancien souverain a bénéficié d'une faveur injustifiée de la part d'English Heritage, ce que l'organisation dément,.

### Installation en Espagne

#### Retour en Catalogne
Après leur mariage, Alexia et Carlos repartent vivre à Barcelone. Nièce du roi Juan Carlos Ier et de la reine Sophie, la princesse est alors la cible des terroristes basques. En janvier 2001, la dissolution du « comando Barcelona » démontre ainsi à la police espagnole que l'ETA planifiait d'assassiner la princesse lors d'un attentat à la voiture piégée,.
En 2002, Alexia donne le jour à son premier enfant, une fille prénommée Arrietta,. La famille s'agrandit bientôt par la naissance de deux autres filles (Ana María, née en 2003, et Amelia, née en 2007) et d'un garçon (Carlos, né en 2005). Célébré au monastère de la Pantanassa, dans le Péloponnèse, le baptême de la petite Ana María est d'ailleurs le premier événement familial que les membres de l'ancienne dynastie sont autorisés à fêter sur le sol grec, après la victoire judiciaire de Constantin II contre la République hellénique en 2002,.

#### Installation aux Canaries et «affaireUnión»

Chiffre de la princesse Alexia et de son époux.

Las des paparazzis qui s'intéressent de trop près à leur vie privée, Alexia et les siens quittent Barcelone en 2003 pour s'installer à Lanzarote, île de l'archipel des Canaries dont est originaire Carlos Morales,. Ils y mènent une vie relativement discrète, n'apparaissant qu'en de rares occasions liées à la vie du gotha européen.
En juin 2009, l'époux de la princesse Alexia est inculpé pour corruption dans le cadre de l'« affaire Unión ». Les forces de l'ordre enquêtent notamment sur la résidence que l'architecte fait construire pour sa famille à Yaiza, sur une zone  du littoral réputée non constructible,. La princesse entretenant des liens étroits avec sa cousine l'infante Cristina, dont l'époux est lui-même empêtré dans une autre affaire de corruption,, les déboires des Morales sont largement couverts par les médias espagnols, qui établissent un parallèle entre les deux histoires. Cependant, la justice lave finalement le mari d'Alexia de toute charge en octobre 2014,,.

#### Une princesse discrète et éloignée de la Grèce
Depuis son installation aux Canaries, la princesse Alexia se consacre à l'éducation de ses enfants, qui sont élevés dans la foi orthodoxe. Elle s'adonne par ailleurs à différentes activités sportives : la voile, qu'elle continue à pratiquer en famille et dont elle soutient différentes compétitions, et le triathlon, qu'elle découvre à l'âge de cinquante ans.
Membre la plus discrète de l'ancienne dynastie grecque,,, la princesse entretient des liens assez ténus avec sa terre natale, où les médias (comme les journaux Τα Νέα et Παραπολιτικά ou le site internet Iefimerida) l'affublent généralement du nom d'« Alexia Glücksbourg » (en grec moderne : Αλεξίας Γλύξμπουργκ), afin de souligner les origines étrangères de sa famille. L'été, la princesse séjourne cependant régulièrement chez ses parents à Porto Heli,. Elle participe également aux grandes réunions familiales qui se déroulent dans le pays, comme les noces d'or de ses parents (2014), les mariages de ses frères, les princes Nikólaos (2010) et Phílippos (2021), ou les funérailles de son père, l'ex-roi Constantin II (2023),.

## Dans la culture populaire

### Philatélie
Une série de timbres à l'effigie de la princesse Alexia est émise par la poste grecque en 1966.

### Littérature
La princesse Alexia est évoquée brièvement dans le roman Captain from Corfu de Muriel Maddox (1999).

## Titres et honneurs

### Titulature
Les titres et honneurs portés par les membres de la maison de Grèce n'ont plus d'existence juridique en Grèce et sont considérés comme de simples titres de courtoisie.
- 10 juillet 1965 - 20 mai 1967 : Son Altesse Royale le diadoque de Grèce et princesse de Danemark ;
- Depuis le 20 mai 1967 : Son Altesse Royale la princesse Alexia de Grèce et de Danemark.

### Honneurs
- Chevalier grand-croix de l'ordre du Sauveur (10 juillet 1965) ;
- Dame grand-croix de l'ordre des Saintes-Olga-et-Sophie (10 juillet 1965).

## Arbres généalogiques

### Quartiers de la princesse
|  |                                                                      |  |  |  |  |  |  |  |  |  |  |  |  |  |  |  |
|  | 16. Georges Ier de Grèce                                             |  |  |  |  |  |  |  |  |  |  |  |  |  |  |  |
|  |                                                                      |  |  |  |  |  |  |  |  |  |  |  |  |  |  |  |
|  |                                                                      |  |  |  |  |  |  |  |  |  |  |  |  |  |  |  |
|  | 8. Constantin Ier de Grèce                                           |  |  |  |  |  |  |  |  |  |  |  |  |  |  |  |
|  |                                                                      |  |  |  |  |  |  |  |  |  |  |  |  |  |  |  |
|  |                                                                      |  |  |  |  |  |  |  |  |  |  |  |  |  |  |  |
|  | 17. Olga Constantinovna de Russie                                    |  |  |  |  |  |  |  |  |  |  |  |  |  |  |  |
|  |                                                                      |  |  |  |  |  |  |  |  |  |  |  |  |  |  |  |
|  |                                                                      |  |  |  |  |  |  |  |  |  |  |  |  |  |  |  |
|  | 4. Paul Ier de Grèce                                                 |  |  |  |  |  |  |  |  |  |  |  |  |  |  |  |
|  |                                                                      |  |  |  |  |  |  |  |  |  |  |  |  |  |  |  |
|  |                                                                      |  |  |  |  |  |  |  |  |  |  |  |  |  |  |  |
|  | 18. Frédéric III d'Allemagne                                         |  |  |  |  |  |  |  |  |  |  |  |  |  |  |  |
|  |                                                                      |  |  |  |  |  |  |  |  |  |  |  |  |  |  |  |
|  |                                                                      |  |  |  |  |  |  |  |  |  |  |  |  |  |  |  |
|  | 9. Sophie de Prusse                                                  |  |  |  |  |  |  |  |  |  |  |  |  |  |  |  |
|  |                                                                      |  |  |  |  |  |  |  |  |  |  |  |  |  |  |  |
|  |                                                                      |  |  |  |  |  |  |  |  |  |  |  |  |  |  |  |
|  | 19. Victoria du Royaume-Uni                                          |  |  |  |  |  |  |  |  |  |  |  |  |  |  |  |
|  |                                                                      |  |  |  |  |  |  |  |  |  |  |  |  |  |  |  |
|  |                                                                      |  |  |  |  |  |  |  |  |  |  |  |  |  |  |  |
|  | 2. Constantin II de Grèce                                            |  |  |  |  |  |  |  |  |  |  |  |  |  |  |  |
|  |                                                                      |  |  |  |  |  |  |  |  |  |  |  |  |  |  |  |
|  |                                                                      |  |  |  |  |  |  |  |  |  |  |  |  |  |  |  |
|  | 20. Ernest-Auguste de Hanovre                                        |  |  |  |  |  |  |  |  |  |  |  |  |  |  |  |
|  |                                                                      |  |  |  |  |  |  |  |  |  |  |  |  |  |  |  |
|  |                                                                      |  |  |  |  |  |  |  |  |  |  |  |  |  |  |  |
|  | 10. Ernest-Auguste de Brunswick                                      |  |  |  |  |  |  |  |  |  |  |  |  |  |  |  |
|  |                                                                      |  |  |  |  |  |  |  |  |  |  |  |  |  |  |  |
|  |                                                                      |  |  |  |  |  |  |  |  |  |  |  |  |  |  |  |
|  | 21. Thyra de Danemark                                                |  |  |  |  |  |  |  |  |  |  |  |  |  |  |  |
|  |                                                                      |  |  |  |  |  |  |  |  |  |  |  |  |  |  |  |
|  |                                                                      |  |  |  |  |  |  |  |  |  |  |  |  |  |  |  |
|  | 5. Frederika de Hanovre                                              |  |  |  |  |  |  |  |  |  |  |  |  |  |  |  |
|  |                                                                      |  |  |  |  |  |  |  |  |  |  |  |  |  |  |  |
|  |                                                                      |  |  |  |  |  |  |  |  |  |  |  |  |  |  |  |
|  | 22. Guillaume II d'Allemagne                                         |  |  |  |  |  |  |  |  |  |  |  |  |  |  |  |
|  |                                                                      |  |  |  |  |  |  |  |  |  |  |  |  |  |  |  |
|  |                                                                      |  |  |  |  |  |  |  |  |  |  |  |  |  |  |  |
|  | 11. Victoria-Louise de Prusse                                        |  |  |  |  |  |  |  |  |  |  |  |  |  |  |  |
|  |                                                                      |  |  |  |  |  |  |  |  |  |  |  |  |  |  |  |
|  |                                                                      |  |  |  |  |  |  |  |  |  |  |  |  |  |  |  |
|  | 23. Augusta-Victoria de Schleswig-Holstein-Sonderbourg-Augustenbourg |  |  |  |  |  |  |  |  |  |  |  |  |  |  |  |
|  |                                                                      |  |  |  |  |  |  |  |  |  |  |  |  |  |  |  |
|  |                                                                      |  |  |  |  |  |  |  |  |  |  |  |  |  |  |  |
|  | 1. Alexia de Grèce                                                   |  |  |  |  |  |  |  |  |  |  |  |  |  |  |  |
|  |                                                                      |  |  |  |  |  |  |  |  |  |  |  |  |  |  |  |
|  |                                                                      |  |  |  |  |  |  |  |  |  |  |  |  |  |  |  |
|  | 24. Frédéric VIII de Danemark                                        |  |  |  |  |  |  |  |  |  |  |  |  |  |  |  |
|  |                                                                      |  |  |  |  |  |  |  |  |  |  |  |  |  |  |  |
|  |                                                                      |  |  |  |  |  |  |  |  |  |  |  |  |  |  |  |
|  | 12. Christian X de Danemark                                          |  |  |  |  |  |  |  |  |  |  |  |  |  |  |  |
|  |                                                                      |  |  |  |  |  |  |  |  |  |  |  |  |  |  |  |
|  |                                                                      |  |  |  |  |  |  |  |  |  |  |  |  |  |  |  |
|  | 25. Louise de Suède                                                  |  |  |  |  |  |  |  |  |  |  |  |  |  |  |  |
|  |                                                                      |  |  |  |  |  |  |  |  |  |  |  |  |  |  |  |
|  |                                                                      |  |  |  |  |  |  |  |  |  |  |  |  |  |  |  |
|  | 6. Frédéric IX de Danemark                                           |  |  |  |  |  |  |  |  |  |  |  |  |  |  |  |
|  |                                                                      |  |  |  |  |  |  |  |  |  |  |  |  |  |  |  |
|  |                                                                      |  |  |  |  |  |  |  |  |  |  |  |  |  |  |  |
|  | 26. Frédéric-François III de Mecklembourg-Schwerin                   |  |  |  |  |  |  |  |  |  |  |  |  |  |  |  |
|  |                                                                      |  |  |  |  |  |  |  |  |  |  |  |  |  |  |  |
|  |                                                                      |  |  |  |  |  |  |  |  |  |  |  |  |  |  |  |
|  | 13. Alexandrine de Mecklembourg-Schwerin                             |  |  |  |  |  |  |  |  |  |  |  |  |  |  |  |
|  |                                                                      |  |  |  |  |  |  |  |  |  |  |  |  |  |  |  |
|  |                                                                      |  |  |  |  |  |  |  |  |  |  |  |  |  |  |  |
|  | 27. Anastasia Mikhaïlovna de Russie                                  |  |  |  |  |  |  |  |  |  |  |  |  |  |  |  |
|  |                                                                      |  |  |  |  |  |  |  |  |  |  |  |  |  |  |  |
|  |                                                                      |  |  |  |  |  |  |  |  |  |  |  |  |  |  |  |
|  | 3. Anne-Marie de Danemark                                            |  |  |  |  |  |  |  |  |  |  |  |  |  |  |  |
|  |                                                                      |  |  |  |  |  |  |  |  |  |  |  |  |  |  |  |
|  |                                                                      |  |  |  |  |  |  |  |  |  |  |  |  |  |  |  |
|  | 28. Gustave V de Suède                                               |  |  |  |  |  |  |  |  |  |  |  |  |  |  |  |
|  |                                                                      |  |  |  |  |  |  |  |  |  |  |  |  |  |  |  |
|  |                                                                      |  |  |  |  |  |  |  |  |  |  |  |  |  |  |  |
|  | 14. Gustave VI Adolphe de Suède                                      |  |  |  |  |  |  |  |  |  |  |  |  |  |  |  |
|  |                                                                      |  |  |  |  |  |  |  |  |  |  |  |  |  |  |  |
|  |                                                                      |  |  |  |  |  |  |  |  |  |  |  |  |  |  |  |
|  | 29. Victoria de Bade                                                 |  |  |  |  |  |  |  |  |  |  |  |  |  |  |  |
|  |                                                                      |  |  |  |  |  |  |  |  |  |  |  |  |  |  |  |
|  |                                                                      |  |  |  |  |  |  |  |  |  |  |  |  |  |  |  |
|  | 7. Ingrid de Suède                                                   |  |  |  |  |  |  |  |  |  |  |  |  |  |  |  |
|  |                                                                      |  |  |  |  |  |  |  |  |  |  |  |  |  |  |  |
|  |                                                                      |  |  |  |  |  |  |  |  |  |  |  |  |  |  |  |
|  | 30. Arthur du Royaume-Uni                                            |  |  |  |  |  |  |  |  |  |  |  |  |  |  |  |
|  |                                                                      |  |  |  |  |  |  |  |  |  |  |  |  |  |  |  |
|  |                                                                      |  |  |  |  |  |  |  |  |  |  |  |  |  |  |  |
|  | 15. Margaret du Royaume-Uni                                          |  |  |  |  |  |  |  |  |  |  |  |  |  |  |  |
|  |                                                                      |  |  |  |  |  |  |  |  |  |  |  |  |  |  |  |
|  |                                                                      |  |  |  |  |  |  |  |  |  |  |  |  |  |  |  |
|  | 31. Louise-Marguerite de Prusse                                      |  |  |  |  |  |  |  |  |  |  |  |  |  |  |  |
|  |                                                                      |  |  |  |  |  |  |  |  |  |  |  |  |  |  |  |
|  |                                                                      |  |  |  |  |  |  |  |  |  |  |  |  |  |  |  |

### Alexia dans l'Europe des rois et des prétendants
|  |  |                                                                |                                                                |                                                                |                                                                |                                                                |                                                                |  |  |  |  |                                                     |                                                     |                                                     |                                                     |                                                     |                                                     |  |  | Georges Ier, Roi des Hellènes ∞ Olga Constantinovna, Gde-Dsse de Russie | Georges Ier, Roi des Hellènes ∞ Olga Constantinovna, Gde-Dsse de Russie | Georges Ier, Roi des Hellènes ∞ Olga Constantinovna, Gde-Dsse de Russie | Georges Ier, Roi des Hellènes ∞ Olga Constantinovna, Gde-Dsse de Russie | Georges Ier, Roi des Hellènes ∞ Olga Constantinovna, Gde-Dsse de Russie | Georges Ier, Roi des Hellènes ∞ Olga Constantinovna, Gde-Dsse de Russie |                                                      |                                                      |  |  |  |  |                                                                       |                                                                       |                                                                       |                                                                       |                                                                       |                                                                       |  |  |  |  |                                                          |                                                          |                                                          |                                                          |                                                           |                                                           |                                                           |                                                           |                                                           |                                                           |                                          |                                          |                                          |                                          |  |  |                                                |                                                | Frédéric VIII, Roi de Danemark ∞ Louise, Pcesse de Suède                    | Frédéric VIII, Roi de Danemark ∞ Louise, Pcesse de Suède                    | Frédéric VIII, Roi de Danemark ∞ Louise, Pcesse de Suède                    | Frédéric VIII, Roi de Danemark ∞ Louise, Pcesse de Suède                    | Frédéric VIII, Roi de Danemark ∞ Louise, Pcesse de Suède                    | Frédéric VIII, Roi de Danemark ∞ Louise, Pcesse de Suède                    |  |  |                                                           |                                                           |                                                           |                                                           | Gustave V, Roi de Suède ∞ Victoria, Pcesse de Bade                 | Gustave V, Roi de Suède ∞ Victoria, Pcesse de Bade                 | Gustave V, Roi de Suède ∞ Victoria, Pcesse de Bade                 | Gustave V, Roi de Suède ∞ Victoria, Pcesse de Bade                 | Gustave V, Roi de Suède ∞ Victoria, Pcesse de Bade                 | Gustave V, Roi de Suède ∞ Victoria, Pcesse de Bade                 |                                                                                 |                                                                                 |                                                                                 |                                                                                 |                                                                                 |                                                                                 |  |  |  |  |  |  |  |  |  |  |  |  |  |  |  |  |  |  |  |  |  |  |  |  |  |  |  |  |  |  |  |  |  |  |  |  |  |  |  |  |  |  |  |  |  |  |  |  |  |  |  |  |  |  |  |  |  |  |  |  |  |  |  |  |  |  |  |  |  |  |  |  |
|  |  |                                                                |                                                                |                                                                |                                                                |                                                                |                                                                |  |  |  |  |                                                     |                                                     |                                                     |                                                     |                                                     |                                                     |  |  | Georges Ier, Roi des Hellènes ∞ Olga Constantinovna, Gde-Dsse de Russie | Georges Ier, Roi des Hellènes ∞ Olga Constantinovna, Gde-Dsse de Russie | Georges Ier, Roi des Hellènes ∞ Olga Constantinovna, Gde-Dsse de Russie | Georges Ier, Roi des Hellènes ∞ Olga Constantinovna, Gde-Dsse de Russie | Georges Ier, Roi des Hellènes ∞ Olga Constantinovna, Gde-Dsse de Russie | Georges Ier, Roi des Hellènes ∞ Olga Constantinovna, Gde-Dsse de Russie |                                                      |                                                      |  |  |  |  |                                                                       |                                                                       |                                                                       |                                                                       |                                                                       |                                                                       |  |  |  |  |                                                          |                                                          |                                                          |                                                          |                                                           |                                                           |                                                           |                                                           |                                                           |                                                           |                                          |                                          |                                          |                                          |  |  |                                                |                                                | Frédéric VIII, Roi de Danemark ∞ Louise, Pcesse de Suède                    | Frédéric VIII, Roi de Danemark ∞ Louise, Pcesse de Suède                    | Frédéric VIII, Roi de Danemark ∞ Louise, Pcesse de Suède                    | Frédéric VIII, Roi de Danemark ∞ Louise, Pcesse de Suède                    | Frédéric VIII, Roi de Danemark ∞ Louise, Pcesse de Suède                    | Frédéric VIII, Roi de Danemark ∞ Louise, Pcesse de Suède                    |  |  |                                                           |                                                           |                                                           |                                                           | Gustave V, Roi de Suède ∞ Victoria, Pcesse de Bade                 | Gustave V, Roi de Suède ∞ Victoria, Pcesse de Bade                 | Gustave V, Roi de Suède ∞ Victoria, Pcesse de Bade                 | Gustave V, Roi de Suède ∞ Victoria, Pcesse de Bade                 | Gustave V, Roi de Suède ∞ Victoria, Pcesse de Bade                 | Gustave V, Roi de Suède ∞ Victoria, Pcesse de Bade                 |                                                                                 |                                                                                 |                                                                                 |                                                                                 |                                                                                 |                                                                                 |  |  |  |  |  |  |  |  |  |  |  |  |  |  |  |  |  |  |  |  |  |  |  |  |  |  |  |  |  |  |  |  |  |  |  |  |  |  |  |  |  |  |  |  |  |  |  |  |  |  |  |  |  |  |  |  |  |  |  |  |  |  |  |  |  |  |  |  |  |  |  |  |
|  |  |                                                                |                                                                |                                                                |                                                                |                                                                |                                                                |  |  |  |  |                                                     |                                                     |                                                     |                                                     |                                                     |                                                     |  |  |                                                                         |                                                                         |                                                                         |                                                                         |                                                                         |                                                                         |                                                      |                                                      |  |  |  |  |                                                                       |                                                                       |                                                                       |                                                                       |                                                                       |                                                                       |  |  |  |  |                                                          |                                                          |                                                          |                                                          |                                                           |                                                           |                                                           |                                                           |                                                           |                                                           |                                          |                                          |                                          |                                          |  |  |                                                |                                                |                                                                             |                                                                             |                                                                             |                                                                             |                                                                             |                                                                             |  |  |                                                           |                                                           |                                                           |                                                           |                                                                    |                                                                    |                                                                    |                                                                    |                                                                    |                                                                    |                                                                                 |                                                                                 |                                                                                 |                                                                                 |                                                                                 |                                                                                 |  |  |  |  |  |  |  |  |  |  |  |  |  |  |  |  |  |  |  |  |  |  |  |  |  |  |  |  |  |  |  |  |  |  |  |  |  |  |  |  |  |  |  |  |  |  |  |  |  |  |  |  |  |  |  |  |  |  |  |  |  |  |  |  |  |  |  |  |  |  |  |  |
|  |  | André, Pce de Grèce ∞ Alice, Pcesse de Battenberg              | André, Pce de Grèce ∞ Alice, Pcesse de Battenberg              | André, Pce de Grèce ∞ Alice, Pcesse de Battenberg              | André, Pce de Grèce ∞ Alice, Pcesse de Battenberg              | André, Pce de Grèce ∞ Alice, Pcesse de Battenberg              | André, Pce de Grèce ∞ Alice, Pcesse de Battenberg              |  |  |  |  |                                                     |                                                     |                                                     |                                                     |                                                     |                                                     |  |  |                                                                         |                                                                         |                                                                         |                                                                         |                                                                         |                                                                         |                                                      |                                                      |  |  |  |  | Constantin Ier, Roi des Hellènes ∞ Sophie, Pcesse de Prusse           | Constantin Ier, Roi des Hellènes ∞ Sophie, Pcesse de Prusse           | Constantin Ier, Roi des Hellènes ∞ Sophie, Pcesse de Prusse           | Constantin Ier, Roi des Hellènes ∞ Sophie, Pcesse de Prusse           | Constantin Ier, Roi des Hellènes ∞ Sophie, Pcesse de Prusse           | Constantin Ier, Roi des Hellènes ∞ Sophie, Pcesse de Prusse           |  |  |  |  |                                                          |                                                          |                                                          |                                                          |                                                           |                                                           |                                                           |                                                           |                                                           |                                                           |                                          |                                          |                                          |                                          |  |  |                                                |                                                | Christian X, Roi de Danemark ∞ Alexandrine, Pcesse de Mecklembourg-Schwerin | Christian X, Roi de Danemark ∞ Alexandrine, Pcesse de Mecklembourg-Schwerin | Christian X, Roi de Danemark ∞ Alexandrine, Pcesse de Mecklembourg-Schwerin | Christian X, Roi de Danemark ∞ Alexandrine, Pcesse de Mecklembourg-Schwerin | Christian X, Roi de Danemark ∞ Alexandrine, Pcesse de Mecklembourg-Schwerin | Christian X, Roi de Danemark ∞ Alexandrine, Pcesse de Mecklembourg-Schwerin |  |  |                                                           |                                                           |                                                           |                                                           | Gustave VI Adolphe, Roi de Suède ∞ Margaret, Pcesse du Royaume-Uni | Gustave VI Adolphe, Roi de Suède ∞ Margaret, Pcesse du Royaume-Uni | Gustave VI Adolphe, Roi de Suède ∞ Margaret, Pcesse du Royaume-Uni | Gustave VI Adolphe, Roi de Suède ∞ Margaret, Pcesse du Royaume-Uni | Gustave VI Adolphe, Roi de Suède ∞ Margaret, Pcesse du Royaume-Uni | Gustave VI Adolphe, Roi de Suède ∞ Margaret, Pcesse du Royaume-Uni |                                                                                 |                                                                                 |                                                                                 |                                                                                 |                                                                                 |                                                                                 |  |  |  |  |  |  |  |  |  |  |  |  |  |  |  |  |  |  |  |  |  |  |  |  |  |  |  |  |  |  |  |  |  |  |  |  |  |  |  |  |  |  |  |  |  |  |  |  |  |  |  |  |  |  |  |  |  |  |  |  |  |  |  |  |  |  |  |  |  |  |  |  |
|  |  | André, Pce de Grèce ∞ Alice, Pcesse de Battenberg              | André, Pce de Grèce ∞ Alice, Pcesse de Battenberg              | André, Pce de Grèce ∞ Alice, Pcesse de Battenberg              | André, Pce de Grèce ∞ Alice, Pcesse de Battenberg              | André, Pce de Grèce ∞ Alice, Pcesse de Battenberg              | André, Pce de Grèce ∞ Alice, Pcesse de Battenberg              |  |  |  |  |                                                     |                                                     |                                                     |                                                     |                                                     |                                                     |  |  |                                                                         |                                                                         |                                                                         |                                                                         |                                                                         |                                                                         |                                                      |                                                      |  |  |  |  | Constantin Ier, Roi des Hellènes ∞ Sophie, Pcesse de Prusse           | Constantin Ier, Roi des Hellènes ∞ Sophie, Pcesse de Prusse           | Constantin Ier, Roi des Hellènes ∞ Sophie, Pcesse de Prusse           | Constantin Ier, Roi des Hellènes ∞ Sophie, Pcesse de Prusse           | Constantin Ier, Roi des Hellènes ∞ Sophie, Pcesse de Prusse           | Constantin Ier, Roi des Hellènes ∞ Sophie, Pcesse de Prusse           |  |  |  |  |                                                          |                                                          |                                                          |                                                          |                                                           |                                                           |                                                           |                                                           |                                                           |                                                           |                                          |                                          |                                          |                                          |  |  |                                                |                                                | Christian X, Roi de Danemark ∞ Alexandrine, Pcesse de Mecklembourg-Schwerin | Christian X, Roi de Danemark ∞ Alexandrine, Pcesse de Mecklembourg-Schwerin | Christian X, Roi de Danemark ∞ Alexandrine, Pcesse de Mecklembourg-Schwerin | Christian X, Roi de Danemark ∞ Alexandrine, Pcesse de Mecklembourg-Schwerin | Christian X, Roi de Danemark ∞ Alexandrine, Pcesse de Mecklembourg-Schwerin | Christian X, Roi de Danemark ∞ Alexandrine, Pcesse de Mecklembourg-Schwerin |  |  |                                                           |                                                           |                                                           |                                                           | Gustave VI Adolphe, Roi de Suède ∞ Margaret, Pcesse du Royaume-Uni | Gustave VI Adolphe, Roi de Suède ∞ Margaret, Pcesse du Royaume-Uni | Gustave VI Adolphe, Roi de Suède ∞ Margaret, Pcesse du Royaume-Uni | Gustave VI Adolphe, Roi de Suède ∞ Margaret, Pcesse du Royaume-Uni | Gustave VI Adolphe, Roi de Suède ∞ Margaret, Pcesse du Royaume-Uni | Gustave VI Adolphe, Roi de Suède ∞ Margaret, Pcesse du Royaume-Uni |                                                                                 |                                                                                 |                                                                                 |                                                                                 |                                                                                 |                                                                                 |  |  |  |  |  |  |  |  |  |  |  |  |  |  |  |  |  |  |  |  |  |  |  |  |  |  |  |  |  |  |  |  |  |  |  |  |  |  |  |  |  |  |  |  |  |  |  |  |  |  |  |  |  |  |  |  |  |  |  |  |  |  |  |  |  |  |  |  |  |  |  |  |
|  |  |                                                                |                                                                |                                                                |                                                                |                                                                |                                                                |  |  |  |  |                                                     |                                                     |                                                     |                                                     |                                                     |                                                     |  |  |                                                                         |                                                                         |                                                                         |                                                                         |                                                                         |                                                                         |                                                      |                                                      |  |  |  |  |                                                                       |                                                                       |                                                                       |                                                                       |                                                                       |                                                                       |  |  |  |  |                                                          |                                                          |                                                          |                                                          |                                                           |                                                           |                                                           |                                                           |                                                           |                                                           |                                          |                                          |                                          |                                          |  |  |                                                |                                                |                                                                             |                                                                             |                                                                             |                                                                             |                                                                             |                                                                             |  |  |                                                           |                                                           |                                                           |                                                           |                                                                    |                                                                    |                                                                    |                                                                    |                                                                    |                                                                    |                                                                                 |                                                                                 |                                                                                 |                                                                                 |                                                                                 |                                                                                 |  |  |  |  |  |  |  |  |  |  |  |  |  |  |  |  |  |  |  |  |  |  |  |  |  |  |  |  |  |  |  |  |  |  |  |  |  |  |  |  |  |  |  |  |  |  |  |  |  |  |  |  |  |  |  |  |  |  |  |  |  |  |  |  |  |  |  |  |  |  |  |  |
|  |  | Philippe, Duc d'Édimbourg ∞ Élisabeth II, Reine du Royaume-Uni | Philippe, Duc d'Édimbourg ∞ Élisabeth II, Reine du Royaume-Uni | Philippe, Duc d'Édimbourg ∞ Élisabeth II, Reine du Royaume-Uni | Philippe, Duc d'Édimbourg ∞ Élisabeth II, Reine du Royaume-Uni | Philippe, Duc d'Édimbourg ∞ Élisabeth II, Reine du Royaume-Uni | Philippe, Duc d'Édimbourg ∞ Élisabeth II, Reine du Royaume-Uni |  |  |  |  | Hélène, Pcesse de Grèce ∞ Carol II, Roi de Roumanie | Hélène, Pcesse de Grèce ∞ Carol II, Roi de Roumanie | Hélène, Pcesse de Grèce ∞ Carol II, Roi de Roumanie | Hélène, Pcesse de Grèce ∞ Carol II, Roi de Roumanie | Hélène, Pcesse de Grèce ∞ Carol II, Roi de Roumanie | Hélène, Pcesse de Grèce ∞ Carol II, Roi de Roumanie |  |  |                                                                         |                                                                         | Irène, Pcesse de Grèce ∞ Tomislav II, Roi de Croatie                    | Irène, Pcesse de Grèce ∞ Tomislav II, Roi de Croatie                    | Irène, Pcesse de Grèce ∞ Tomislav II, Roi de Croatie                    | Irène, Pcesse de Grèce ∞ Tomislav II, Roi de Croatie                    | Irène, Pcesse de Grèce ∞ Tomislav II, Roi de Croatie | Irène, Pcesse de Grèce ∞ Tomislav II, Roi de Croatie |  |  |  |  | Alexandre Ier, Roi des Hellènes ∞ Aspasía Mános                       | Alexandre Ier, Roi des Hellènes ∞ Aspasía Mános                       | Alexandre Ier, Roi des Hellènes ∞ Aspasía Mános                       | Alexandre Ier, Roi des Hellènes ∞ Aspasía Mános                       | Alexandre Ier, Roi des Hellènes ∞ Aspasía Mános                       | Alexandre Ier, Roi des Hellènes ∞ Aspasía Mános                       |  |  |  |  |                                                          |                                                          |                                                          |                                                          | Paul Ier, Roi des Hellènes ∞ Frederika, Pcesse de Hanovre | Paul Ier, Roi des Hellènes ∞ Frederika, Pcesse de Hanovre | Paul Ier, Roi des Hellènes ∞ Frederika, Pcesse de Hanovre | Paul Ier, Roi des Hellènes ∞ Frederika, Pcesse de Hanovre | Paul Ier, Roi des Hellènes ∞ Frederika, Pcesse de Hanovre | Paul Ier, Roi des Hellènes ∞ Frederika, Pcesse de Hanovre |                                          |                                          |                                          |                                          |  |  |                                                |                                                | Frédéric IX, Roi de Danemark                                                | Frédéric IX, Roi de Danemark                                                | Frédéric IX, Roi de Danemark                                                | Frédéric IX, Roi de Danemark                                                | Frédéric IX, Roi de Danemark                                                | Frédéric IX, Roi de Danemark                                                |  |  | Ingrid, Pcesse de Suède                                   | Ingrid, Pcesse de Suède                                   | Ingrid, Pcesse de Suède                                   | Ingrid, Pcesse de Suède                                   | Ingrid, Pcesse de Suède                                            | Ingrid, Pcesse de Suède                                            |                                                                    |                                                                    |                                                                    |                                                                    | Gustave-Adolphe, Duc de Västerbotten ∞ Sibylle, Pcesse de de Saxe-Cobourg-Gotha | Gustave-Adolphe, Duc de Västerbotten ∞ Sibylle, Pcesse de de Saxe-Cobourg-Gotha | Gustave-Adolphe, Duc de Västerbotten ∞ Sibylle, Pcesse de de Saxe-Cobourg-Gotha | Gustave-Adolphe, Duc de Västerbotten ∞ Sibylle, Pcesse de de Saxe-Cobourg-Gotha | Gustave-Adolphe, Duc de Västerbotten ∞ Sibylle, Pcesse de de Saxe-Cobourg-Gotha | Gustave-Adolphe, Duc de Västerbotten ∞ Sibylle, Pcesse de de Saxe-Cobourg-Gotha |  |  |  |  |  |  |  |  |  |  |  |  |  |  |  |  |  |  |  |  |  |  |  |  |  |  |  |  |  |  |  |  |  |  |  |  |  |  |  |  |  |  |  |  |  |  |  |  |  |  |  |  |  |  |  |  |  |  |  |  |  |  |  |  |  |  |  |  |  |  |  |  |
|  |  | Philippe, Duc d'Édimbourg ∞ Élisabeth II, Reine du Royaume-Uni | Philippe, Duc d'Édimbourg ∞ Élisabeth II, Reine du Royaume-Uni | Philippe, Duc d'Édimbourg ∞ Élisabeth II, Reine du Royaume-Uni | Philippe, Duc d'Édimbourg ∞ Élisabeth II, Reine du Royaume-Uni | Philippe, Duc d'Édimbourg ∞ Élisabeth II, Reine du Royaume-Uni | Philippe, Duc d'Édimbourg ∞ Élisabeth II, Reine du Royaume-Uni |  |  |  |  | Hélène, Pcesse de Grèce ∞ Carol II, Roi de Roumanie | Hélène, Pcesse de Grèce ∞ Carol II, Roi de Roumanie | Hélène, Pcesse de Grèce ∞ Carol II, Roi de Roumanie | Hélène, Pcesse de Grèce ∞ Carol II, Roi de Roumanie | Hélène, Pcesse de Grèce ∞ Carol II, Roi de Roumanie | Hélène, Pcesse de Grèce ∞ Carol II, Roi de Roumanie |  |  |                                                                         |                                                                         | Irène, Pcesse de Grèce ∞ Tomislav II, Roi de Croatie                    | Irène, Pcesse de Grèce ∞ Tomislav II, Roi de Croatie                    | Irène, Pcesse de Grèce ∞ Tomislav II, Roi de Croatie                    | Irène, Pcesse de Grèce ∞ Tomislav II, Roi de Croatie                    | Irène, Pcesse de Grèce ∞ Tomislav II, Roi de Croatie | Irène, Pcesse de Grèce ∞ Tomislav II, Roi de Croatie |  |  |  |  | Alexandre Ier, Roi des Hellènes ∞ Aspasía Mános                       | Alexandre Ier, Roi des Hellènes ∞ Aspasía Mános                       | Alexandre Ier, Roi des Hellènes ∞ Aspasía Mános                       | Alexandre Ier, Roi des Hellènes ∞ Aspasía Mános                       | Alexandre Ier, Roi des Hellènes ∞ Aspasía Mános                       | Alexandre Ier, Roi des Hellènes ∞ Aspasía Mános                       |  |  |  |  |                                                          |                                                          |                                                          |                                                          | Paul Ier, Roi des Hellènes ∞ Frederika, Pcesse de Hanovre | Paul Ier, Roi des Hellènes ∞ Frederika, Pcesse de Hanovre | Paul Ier, Roi des Hellènes ∞ Frederika, Pcesse de Hanovre | Paul Ier, Roi des Hellènes ∞ Frederika, Pcesse de Hanovre | Paul Ier, Roi des Hellènes ∞ Frederika, Pcesse de Hanovre | Paul Ier, Roi des Hellènes ∞ Frederika, Pcesse de Hanovre |                                          |                                          |                                          |                                          |  |  |                                                |                                                | Frédéric IX, Roi de Danemark                                                | Frédéric IX, Roi de Danemark                                                | Frédéric IX, Roi de Danemark                                                | Frédéric IX, Roi de Danemark                                                | Frédéric IX, Roi de Danemark                                                | Frédéric IX, Roi de Danemark                                                |  |  | Ingrid, Pcesse de Suède                                   | Ingrid, Pcesse de Suède                                   | Ingrid, Pcesse de Suède                                   | Ingrid, Pcesse de Suède                                   | Ingrid, Pcesse de Suède                                            | Ingrid, Pcesse de Suède                                            |                                                                    |                                                                    |                                                                    |                                                                    | Gustave-Adolphe, Duc de Västerbotten ∞ Sibylle, Pcesse de de Saxe-Cobourg-Gotha | Gustave-Adolphe, Duc de Västerbotten ∞ Sibylle, Pcesse de de Saxe-Cobourg-Gotha | Gustave-Adolphe, Duc de Västerbotten ∞ Sibylle, Pcesse de de Saxe-Cobourg-Gotha | Gustave-Adolphe, Duc de Västerbotten ∞ Sibylle, Pcesse de de Saxe-Cobourg-Gotha | Gustave-Adolphe, Duc de Västerbotten ∞ Sibylle, Pcesse de de Saxe-Cobourg-Gotha | Gustave-Adolphe, Duc de Västerbotten ∞ Sibylle, Pcesse de de Saxe-Cobourg-Gotha |  |  |  |  |  |  |  |  |  |  |  |  |  |  |  |  |  |  |  |  |  |  |  |  |  |  |  |  |  |  |  |  |  |  |  |  |  |  |  |  |  |  |  |  |  |  |  |  |  |  |  |  |  |  |  |  |  |  |  |  |  |  |  |  |  |  |  |  |  |  |  |  |
|  |  |                                                                |                                                                |                                                                |                                                                |                                                                |                                                                |  |  |  |  |                                                     |                                                     |                                                     |                                                     |                                                     |                                                     |  |  |                                                                         |                                                                         |                                                                         |                                                                         |                                                                         |                                                                         |                                                      |                                                      |  |  |  |  |                                                                       |                                                                       |                                                                       |                                                                       |                                                                       |                                                                       |  |  |  |  |                                                          |                                                          |                                                          |                                                          |                                                           |                                                           |                                                           |                                                           |                                                           |                                                           |                                          |                                          |                                          |                                          |  |  |                                                |                                                |                                                                             |                                                                             |                                                                             |                                                                             |                                                                             |                                                                             |  |  |                                                           |                                                           |                                                           |                                                           |                                                                    |                                                                    |                                                                    |                                                                    |                                                                    |                                                                    |                                                                                 |                                                                                 |                                                                                 |                                                                                 |                                                                                 |                                                                                 |  |  |  |  |  |  |  |  |  |  |  |  |  |  |  |  |  |  |  |  |  |  |  |  |  |  |  |  |  |  |  |  |  |  |  |  |  |  |  |  |  |  |  |  |  |  |  |  |  |  |  |  |  |  |  |  |  |  |  |  |  |  |  |  |  |  |  |  |  |  |  |  |
|  |  |                                                                |                                                                |                                                                |                                                                |                                                                |                                                                |  |  |  |  |                                                     |                                                     |                                                     |                                                     |                                                     |                                                     |  |  |                                                                         |                                                                         |                                                                         |                                                                         |                                                                         |                                                                         |                                                      |                                                      |  |  |  |  |                                                                       |                                                                       |                                                                       |                                                                       |                                                                       |                                                                       |  |  |  |  |                                                          |                                                          |                                                          |                                                          |                                                           |                                                           |                                                           |                                                           |                                                           |                                                           |                                          |                                          |                                          |                                          |  |  |                                                |                                                |                                                                             |                                                                             |                                                                             |                                                                             |                                                                             |                                                                             |  |  |                                                           |                                                           |                                                           |                                                           |                                                                    |                                                                    |                                                                    |                                                                    |                                                                    |                                                                    |                                                                                 |                                                                                 |                                                                                 |                                                                                 |                                                                                 |                                                                                 |  |  |  |  |  |  |  |  |  |  |  |  |  |  |  |  |  |  |  |  |  |  |  |  |  |  |  |  |  |  |  |  |  |  |  |  |  |  |  |  |  |  |  |  |  |  |  |  |  |  |  |  |  |  |  |  |  |  |  |  |  |  |  |  |  |  |  |  |  |  |  |  |
|  |  | Charles III, Roi du Royaume-Uni ∞ Diana, Lady Spencer          | Charles III, Roi du Royaume-Uni ∞ Diana, Lady Spencer          | Charles III, Roi du Royaume-Uni ∞ Diana, Lady Spencer          | Charles III, Roi du Royaume-Uni ∞ Diana, Lady Spencer          | Charles III, Roi du Royaume-Uni ∞ Diana, Lady Spencer          | Charles III, Roi du Royaume-Uni ∞ Diana, Lady Spencer          |  |  |  |  | Michel Ier, Roi de Roumanie ∞ Anne, Pcesse de Parme | Michel Ier, Roi de Roumanie ∞ Anne, Pcesse de Parme | Michel Ier, Roi de Roumanie ∞ Anne, Pcesse de Parme | Michel Ier, Roi de Roumanie ∞ Anne, Pcesse de Parme | Michel Ier, Roi de Roumanie ∞ Anne, Pcesse de Parme | Michel Ier, Roi de Roumanie ∞ Anne, Pcesse de Parme |  |  |                                                                         |                                                                         | Amédée, Duc d'Aoste ∞ Claude, Pcesse d'Orléans                          | Amédée, Duc d'Aoste ∞ Claude, Pcesse d'Orléans                          | Amédée, Duc d'Aoste ∞ Claude, Pcesse d'Orléans                          | Amédée, Duc d'Aoste ∞ Claude, Pcesse d'Orléans                          | Amédée, Duc d'Aoste ∞ Claude, Pcesse d'Orléans       | Amédée, Duc d'Aoste ∞ Claude, Pcesse d'Orléans       |  |  |  |  | Alexandra, Pcesse de Grèce ∞ Pierre II, Roi de Yougoslavie            | Alexandra, Pcesse de Grèce ∞ Pierre II, Roi de Yougoslavie            | Alexandra, Pcesse de Grèce ∞ Pierre II, Roi de Yougoslavie            | Alexandra, Pcesse de Grèce ∞ Pierre II, Roi de Yougoslavie            | Alexandra, Pcesse de Grèce ∞ Pierre II, Roi de Yougoslavie            | Alexandra, Pcesse de Grèce ∞ Pierre II, Roi de Yougoslavie            |  |  |  |  | Sophie, Pcesse de Grèce ∞ Juan Carlos Ier, Roi d'Espagne | Sophie, Pcesse de Grèce ∞ Juan Carlos Ier, Roi d'Espagne | Sophie, Pcesse de Grèce ∞ Juan Carlos Ier, Roi d'Espagne | Sophie, Pcesse de Grèce ∞ Juan Carlos Ier, Roi d'Espagne | Sophie, Pcesse de Grèce ∞ Juan Carlos Ier, Roi d'Espagne  | Sophie, Pcesse de Grèce ∞ Juan Carlos Ier, Roi d'Espagne  |                                                           |                                                           | Constantin II, Roi des Hellènes                           | Constantin II, Roi des Hellènes                           | Constantin II, Roi des Hellènes          | Constantin II, Roi des Hellènes          | Constantin II, Roi des Hellènes          | Constantin II, Roi des Hellènes          |  |  | Anne-Marie, Pcesse de Danemark                 | Anne-Marie, Pcesse de Danemark                 | Anne-Marie, Pcesse de Danemark                                              | Anne-Marie, Pcesse de Danemark                                              | Anne-Marie, Pcesse de Danemark                                              | Anne-Marie, Pcesse de Danemark                                              |                                                                             |                                                                             |  |  | Margrethe II, Reine de Danemark ∞ Henri, Cte de Montpezat | Margrethe II, Reine de Danemark ∞ Henri, Cte de Montpezat | Margrethe II, Reine de Danemark ∞ Henri, Cte de Montpezat | Margrethe II, Reine de Danemark ∞ Henri, Cte de Montpezat | Margrethe II, Reine de Danemark ∞ Henri, Cte de Montpezat          | Margrethe II, Reine de Danemark ∞ Henri, Cte de Montpezat          |                                                                    |                                                                    |                                                                    |                                                                    | Charles XVI Gustave, Roi de Suède ∞ Silvia Sommerlath                           | Charles XVI Gustave, Roi de Suède ∞ Silvia Sommerlath                           | Charles XVI Gustave, Roi de Suède ∞ Silvia Sommerlath                           | Charles XVI Gustave, Roi de Suède ∞ Silvia Sommerlath                           | Charles XVI Gustave, Roi de Suède ∞ Silvia Sommerlath                           | Charles XVI Gustave, Roi de Suède ∞ Silvia Sommerlath                           |  |  |  |  |  |  |  |  |  |  |  |  |  |  |  |  |  |  |  |  |  |  |  |  |  |  |  |  |  |  |  |  |  |  |  |  |  |  |  |  |  |  |  |  |  |  |  |  |  |  |  |  |  |  |  |  |  |  |  |  |  |  |  |  |  |  |  |  |  |  |  |  |
|  |  | Charles III, Roi du Royaume-Uni ∞ Diana, Lady Spencer          | Charles III, Roi du Royaume-Uni ∞ Diana, Lady Spencer          | Charles III, Roi du Royaume-Uni ∞ Diana, Lady Spencer          | Charles III, Roi du Royaume-Uni ∞ Diana, Lady Spencer          | Charles III, Roi du Royaume-Uni ∞ Diana, Lady Spencer          | Charles III, Roi du Royaume-Uni ∞ Diana, Lady Spencer          |  |  |  |  | Michel Ier, Roi de Roumanie ∞ Anne, Pcesse de Parme | Michel Ier, Roi de Roumanie ∞ Anne, Pcesse de Parme | Michel Ier, Roi de Roumanie ∞ Anne, Pcesse de Parme | Michel Ier, Roi de Roumanie ∞ Anne, Pcesse de Parme | Michel Ier, Roi de Roumanie ∞ Anne, Pcesse de Parme | Michel Ier, Roi de Roumanie ∞ Anne, Pcesse de Parme |  |  |                                                                         |                                                                         | Amédée, Duc d'Aoste ∞ Claude, Pcesse d'Orléans                          | Amédée, Duc d'Aoste ∞ Claude, Pcesse d'Orléans                          | Amédée, Duc d'Aoste ∞ Claude, Pcesse d'Orléans                          | Amédée, Duc d'Aoste ∞ Claude, Pcesse d'Orléans                          | Amédée, Duc d'Aoste ∞ Claude, Pcesse d'Orléans       | Amédée, Duc d'Aoste ∞ Claude, Pcesse d'Orléans       |  |  |  |  | Alexandra, Pcesse de Grèce ∞ Pierre II, Roi de Yougoslavie            | Alexandra, Pcesse de Grèce ∞ Pierre II, Roi de Yougoslavie            | Alexandra, Pcesse de Grèce ∞ Pierre II, Roi de Yougoslavie            | Alexandra, Pcesse de Grèce ∞ Pierre II, Roi de Yougoslavie            | Alexandra, Pcesse de Grèce ∞ Pierre II, Roi de Yougoslavie            | Alexandra, Pcesse de Grèce ∞ Pierre II, Roi de Yougoslavie            |  |  |  |  | Sophie, Pcesse de Grèce ∞ Juan Carlos Ier, Roi d'Espagne | Sophie, Pcesse de Grèce ∞ Juan Carlos Ier, Roi d'Espagne | Sophie, Pcesse de Grèce ∞ Juan Carlos Ier, Roi d'Espagne | Sophie, Pcesse de Grèce ∞ Juan Carlos Ier, Roi d'Espagne | Sophie, Pcesse de Grèce ∞ Juan Carlos Ier, Roi d'Espagne  | Sophie, Pcesse de Grèce ∞ Juan Carlos Ier, Roi d'Espagne  |                                                           |                                                           | Constantin II, Roi des Hellènes                           | Constantin II, Roi des Hellènes                           | Constantin II, Roi des Hellènes          | Constantin II, Roi des Hellènes          | Constantin II, Roi des Hellènes          | Constantin II, Roi des Hellènes          |  |  | Anne-Marie, Pcesse de Danemark                 | Anne-Marie, Pcesse de Danemark                 | Anne-Marie, Pcesse de Danemark                                              | Anne-Marie, Pcesse de Danemark                                              | Anne-Marie, Pcesse de Danemark                                              | Anne-Marie, Pcesse de Danemark                                              |                                                                             |                                                                             |  |  | Margrethe II, Reine de Danemark ∞ Henri, Cte de Montpezat | Margrethe II, Reine de Danemark ∞ Henri, Cte de Montpezat | Margrethe II, Reine de Danemark ∞ Henri, Cte de Montpezat | Margrethe II, Reine de Danemark ∞ Henri, Cte de Montpezat | Margrethe II, Reine de Danemark ∞ Henri, Cte de Montpezat          | Margrethe II, Reine de Danemark ∞ Henri, Cte de Montpezat          |                                                                    |                                                                    |                                                                    |                                                                    | Charles XVI Gustave, Roi de Suède ∞ Silvia Sommerlath                           | Charles XVI Gustave, Roi de Suède ∞ Silvia Sommerlath                           | Charles XVI Gustave, Roi de Suède ∞ Silvia Sommerlath                           | Charles XVI Gustave, Roi de Suède ∞ Silvia Sommerlath                           | Charles XVI Gustave, Roi de Suède ∞ Silvia Sommerlath                           | Charles XVI Gustave, Roi de Suède ∞ Silvia Sommerlath                           |  |  |  |  |  |  |  |  |  |  |  |  |  |  |  |  |  |  |  |  |  |  |  |  |  |  |  |  |  |  |  |  |  |  |  |  |  |  |  |  |  |  |  |  |  |  |  |  |  |  |  |  |  |  |  |  |  |  |  |  |  |  |  |  |  |  |  |  |  |  |  |  |
|  |  |                                                                |                                                                |                                                                |                                                                |                                                                |                                                                |  |  |  |  |                                                     |                                                     |                                                     |                                                     |                                                     |                                                     |  |  |                                                                         |                                                                         |                                                                         |                                                                         |                                                                         |                                                                         |                                                      |                                                      |  |  |  |  |                                                                       |                                                                       |                                                                       |                                                                       |                                                                       |                                                                       |  |  |  |  |                                                          |                                                          |                                                          |                                                          |                                                           |                                                           |                                                           |                                                           |                                                           |                                                           |                                          |                                          |                                          |                                          |  |  |                                                |                                                |                                                                             |                                                                             |                                                                             |                                                                             |                                                                             |                                                                             |  |  |                                                           |                                                           |                                                           |                                                           |                                                                    |                                                                    |                                                                    |                                                                    |                                                                    |                                                                    |                                                                                 |                                                                                 |                                                                                 |                                                                                 |                                                                                 |                                                                                 |  |  |  |  |  |  |  |  |  |  |  |  |  |  |  |  |  |  |  |  |  |  |  |  |  |  |  |  |  |  |  |  |  |  |  |  |  |  |  |  |  |  |  |  |  |  |  |  |  |  |  |  |  |  |  |  |  |  |  |  |  |  |  |  |  |  |  |  |  |  |  |  |
|  |  |                                                                |                                                                |                                                                |                                                                |                                                                |                                                                |  |  |  |  |                                                     |                                                     |                                                     |                                                     |                                                     |                                                     |  |  |                                                                         |                                                                         |                                                                         |                                                                         |                                                                         |                                                                         |                                                      |                                                      |  |  |  |  |                                                                       |                                                                       |                                                                       |                                                                       |                                                                       |                                                                       |  |  |  |  |                                                          |                                                          |                                                          |                                                          |                                                           |                                                           |                                                           |                                                           |                                                           |                                                           |                                          |                                          |                                          |                                          |  |  |                                                |                                                |                                                                             |                                                                             |                                                                             |                                                                             |                                                                             |                                                                             |  |  |                                                           |                                                           |                                                           |                                                           |                                                                    |                                                                    |                                                                    |                                                                    |                                                                    |                                                                    |                                                                                 |                                                                                 |                                                                                 |                                                                                 |                                                                                 |                                                                                 |  |  |  |  |  |  |  |  |  |  |  |  |  |  |  |  |  |  |  |  |  |  |  |  |  |  |  |  |  |  |  |  |  |  |  |  |  |  |  |  |  |  |  |  |  |  |  |  |  |  |  |  |  |  |  |  |  |  |  |  |  |  |  |  |  |  |  |  |  |  |  |  |
|  |  | William, Pce de Galles ∞ Catherine Middleton                   | William, Pce de Galles ∞ Catherine Middleton                   | William, Pce de Galles ∞ Catherine Middleton                   | William, Pce de Galles ∞ Catherine Middleton                   | William, Pce de Galles ∞ Catherine Middleton                   | William, Pce de Galles ∞ Catherine Middleton                   |  |  |  |  | Margareta, Pcesse de Roumanie ∞ Radu Duda           | Margareta, Pcesse de Roumanie ∞ Radu Duda           | Margareta, Pcesse de Roumanie ∞ Radu Duda           | Margareta, Pcesse de Roumanie ∞ Radu Duda           | Margareta, Pcesse de Roumanie ∞ Radu Duda           | Margareta, Pcesse de Roumanie ∞ Radu Duda           |  |  |                                                                         |                                                                         | Aimon, Duc d'Aoste ∞ Olga de Grèce                                      | Aimon, Duc d'Aoste ∞ Olga de Grèce                                      | Aimon, Duc d'Aoste ∞ Olga de Grèce                                      | Aimon, Duc d'Aoste ∞ Olga de Grèce                                      | Aimon, Duc d'Aoste ∞ Olga de Grèce                   | Aimon, Duc d'Aoste ∞ Olga de Grèce                   |  |  |  |  | Alexandre, Pce de Serbie ∞ Maria da Glória, Pcesse d'Orléans-Bragance | Alexandre, Pce de Serbie ∞ Maria da Glória, Pcesse d'Orléans-Bragance | Alexandre, Pce de Serbie ∞ Maria da Glória, Pcesse d'Orléans-Bragance | Alexandre, Pce de Serbie ∞ Maria da Glória, Pcesse d'Orléans-Bragance | Alexandre, Pce de Serbie ∞ Maria da Glória, Pcesse d'Orléans-Bragance | Alexandre, Pce de Serbie ∞ Maria da Glória, Pcesse d'Orléans-Bragance |  |  |  |  | Felipe VI, Roi d'Espagne ∞ Letizia Ortiz                 | Felipe VI, Roi d'Espagne ∞ Letizia Ortiz                 | Felipe VI, Roi d'Espagne ∞ Letizia Ortiz                 | Felipe VI, Roi d'Espagne ∞ Letizia Ortiz                 | Felipe VI, Roi d'Espagne ∞ Letizia Ortiz                  | Felipe VI, Roi d'Espagne ∞ Letizia Ortiz                  |                                                           |                                                           | Alexia, Pcesse de Grèce ∞ Carlos Morales                  | Alexia, Pcesse de Grèce ∞ Carlos Morales                  | Alexia, Pcesse de Grèce ∞ Carlos Morales | Alexia, Pcesse de Grèce ∞ Carlos Morales | Alexia, Pcesse de Grèce ∞ Carlos Morales | Alexia, Pcesse de Grèce ∞ Carlos Morales |  |  | Paul, Diadoque de Grèce ∞ Marie-Chantal Miller | Paul, Diadoque de Grèce ∞ Marie-Chantal Miller | Paul, Diadoque de Grèce ∞ Marie-Chantal Miller                              | Paul, Diadoque de Grèce ∞ Marie-Chantal Miller                              | Paul, Diadoque de Grèce ∞ Marie-Chantal Miller                              | Paul, Diadoque de Grèce ∞ Marie-Chantal Miller                              |                                                                             |                                                                             |  |  | Frédéric X, Roi de Danemark ∞ Mary Donaldson              | Frédéric X, Roi de Danemark ∞ Mary Donaldson              | Frédéric X, Roi de Danemark ∞ Mary Donaldson              | Frédéric X, Roi de Danemark ∞ Mary Donaldson              | Frédéric X, Roi de Danemark ∞ Mary Donaldson                       | Frédéric X, Roi de Danemark ∞ Mary Donaldson                       |                                                                    |                                                                    |                                                                    |                                                                    | Victoria, Dsse de Västergötland ∞ Daniel Westling                               | Victoria, Dsse de Västergötland ∞ Daniel Westling                               | Victoria, Dsse de Västergötland ∞ Daniel Westling                               | Victoria, Dsse de Västergötland ∞ Daniel Westling                               | Victoria, Dsse de Västergötland ∞ Daniel Westling                               | Victoria, Dsse de Västergötland ∞ Daniel Westling                               |  |  |  |  |  |  |  |  |  |  |  |  |  |  |  |  |  |  |  |  |  |  |  |  |  |  |  |  |  |  |  |  |  |  |  |  |  |  |  |  |  |  |  |  |  |  |  |  |  |  |  |  |  |  |  |  |  |  |  |  |  |  |  |  |  |  |  |  |  |  |  |  |